# Dipartimento di Choya
Choya è un dipartimento argentino, situato nella parte sud-occidentale della provincia di Santiago del Estero, con capoluogo Frías.
Esso confina a nord con i dipartimenti di Guasayán e Capital; a est con i dipartimenti di Ojo de Agua, Silípica e Loreto; a sud con la provincia di Córdoba e a ovest con la provincia di Catamarca.
Secondo il censimento del 2001, su un territorio di 6.492 km², la popolazione ammontava a 33.720 abitanti, con un aumento demografico del 9,87% rispetto al censimento del 1991.
Municipi e “comisiones municipales” del dipartimento sono:
- Choya
- Frías
- Laprida
- Tapso
- Villa La Punta